# Stenelmis mera
Stenelmis mera är en skalbaggsart som beskrevs av Ivan T. Sanderson. Stenelmis mera ingår i släktet Stenelmis och familjen bäckbaggar. Inga underarter finns listade i Catalogue of Life.